# Liste de mollusques endémiques de France
Une espèce biologique est dite endémique d'une zone géographique lorsqu'elle n'existe que dans cette zone à l'état spontané.
Cet article liste les espèces de mollusques endémiques de France : départements métropolitains (dont la Corse), départements d'outre-mer (Guadeloupe, Martinique, Guyane et Réunion) et collectivités d'outre-mer à statut proche du statut départemental (Saint-Pierre-et-Miquelon, Mayotte, Saint-Martin et Saint-Barthélemy), mais n'inclut pas les anciens territoires d'outre-mer de Wallis-et-Futuna (collectivité territoriale), de la Polynésie française et de la Nouvelle-Calédonie (pays d'outre-mer) et des îles Éparses, de l'île de Clipperton et des Terres australes et antarctiques françaises (districts d'outre-mer). 
Les espèces éteintes sont prises en considération si elles ont été observées vivantes après 1500.

## Bivalves

### Unionidae
- Unio cariei (Réunion ; espèce présumée éteinte)

## Gastéropodes

### Aciculidés
- Acicula douctouyrensis (Reclassée en 2004 sous le nom de Renea douctouyrensis))
- Platyla foliniana
- Renea gormonti
- Renea moutonii
- Renea paillonea

### Camaenidae
- Pleurodonte desidens - Terrestre ; éteint (Martinique)

### Cérastuidés
- Rhachis comorensis (Mayotte ; éteint)

### Charopidés
- Pilula praetumida (Réunion)

### Chondrinidae
- Abida escudiei
- Abida occidentalis
- Chondrina falkneri
- Chondrina gerhardi
- Granaria stabilei (Bouches-du-Rhône, Hautes-Alpes, Savoie, Var)

### Clausiliidés
- Cochlodina meisneriana (Corse)

### Cochlicopidés
- Cryptazeca subcylindrica
- Hypnophila remyi (Corse)

### Cyclophoridés
- Cyclophorus horridulum (Mayotte ; éteint)
- Cyclosurus mariei (Mayotte ; éteint)
- Madgeaconcha gerlachi (Réunion ; décrit en 2004)

### Euconulidés
- Ctenophila salaziensis (Réunion)
- Ctenophila setiliris (Réunion)
- Ctenophila vorticella (Réunion)
- Plegma caelatura (Réunion)

### Hélicarionidés
- Erepta setiliris  (Réunion)
- Harmogenanina argentea (Réunion)
- Harmogenanina subdetecta (Réunion ; éteint)

### Hélicellidés
- Cyrnotheba corsica (Corse)

### Hélicidés
- Tacheocampylaea acropachia (Corse)
- Tacheocampylaea cyrniaca (Corse)
- Tacheocampylaea raspailii (Corse)
- Tacheocampylaea romagnolii (Corse)
- Tyrrhenaria ceratina (= Helix ceratina) (Corse)

### Hydrobiidés
- Alzoniella haicabia
- Alzoniella junqea
- Alzoniella navarrensis
- Avenionia berenguieri
- Avenionia bourguignati
- Avenionia brevis
- Belgrandia bigorrensis
- Belgrandia cazioti
- Belgrandia conoidea
- Belgrandia coutagnei
- Belgrandia gfrast (Alsace)
- Belgrandia gibba
- Belgrandia gibberula
- Belgrandia marginata
- Belgrandia moitessieri
- Belgrandiella dunalina
- Belgrandiella saxatilis
- Bythinella bouloti
- Bythinella cebennensis
- Bythinella galerae
- Bythinella geisserti
- Bythinella lancelevei
- Bythinella moulinsii
- Bythinella padiraci
- Bythinella rondelaudi
- Bythinella wawrzineki
- Bythiospeum articense
- Bythiospeum bressanum
- Bythiospeum diaphanum
- Bythiospeum drouetianum
- Bythiospeum rasini
- Fissuria borii
- Heraultiella exilis (Hérault)
- Hydrobia scamandri
- Islamia bomangiana
- Islamia germaini
- Islamia moquiniana
- Litthabitella elliptica
- Palacanthilhiopsis margritae
- Palacanthilhiopsis vervierii
- Paladilhiopsis bourguignati

### Hygromiidés
- Urticicola mounierensis

### Lymnaeidés
- Erinna carinata (Réunion)

### Moitessieriidés
- Moitessieria calloti
- Moitessieria fontsaintei
- Moitessieria heideae
- Moitessieria juvenisanguis
- Moitessieria lineolata
- Moitessieria locardi
- Moitessieria nezi
- Moitessieria puteana
- Moitessieria rayi
- Moitessieria rolandiana
- Moitessieria wienini
- Palacanthilhiopsis margritae
- Palacanthilhiopsis vervierii
- Paladilhia gloeeri
- Paladilhia jamblussensis
- Paladilhia pleurotoma
- Paladilhia pontmartiniana
- Paladilhia roselloi
- Paladilhia umbilicata
- Palaeospeum nanum
- Spiralix hofmanni

### Neocyclotidae
- Amphicyclotulus guadeloupensis - Terrestre (Guadeloupe)
- Amphicyclotulus liratus - Terrestre (Martinique)
- Amphicyclotulus perplexus - Terrestre (Guadeloupe)
- Incerticyclus cinereus - Terrestre ; éteint (Martinique)

### Oxychilidés
- Oxychilus adjaciensis (Corse)
- Oxychilus tropidophorus (Corse)

### Pomatiasidés
- Tropidophora semilirata (Mayotte ; éteint)

### Pupillidés
- Pupilla pupula (Réunion)

### Streptaxidés
- Gonospira bourguignati (Réunion)
- Gonospira cylindrella (Réunion)
- Gonospira deshayesi (Réunion)
- Gonospira funicula (Réunion)
- Gonospira turgidula (Réunion)
- Gonospira uvula (Réunion)
- Gulella mayottensis (Mayotte ; éteint)